# Le guerre del Mondo Emerso
Le guerre del Mondo Emerso è una trilogia fantasy, frutto della penna della scrittrice italiana Licia Troisi. I tre libri che la compongono sono stati pubblicati dalla casa editrice Mondadori tra il 2006 e il 2007. Essa si pone come diretto seguito della trilogia delle Cronache del Mondo Emerso, condividendone l'ambientazione, ma è situata in un'epoca posteriore, con diversi protagonisti.

## Edizioni
La serie è stata pubblicata dalla casa editrice Mondadori.
- La setta degli assassini, 11 aprile 2006 (di cui è stata pubblicata anche l'edizione economica nella collana "i miti")
- Le due guerriere, 27 febbraio 2007 (di cui il 30 ottobre è stata pubblicata anche la versione economica nella collana "i miti")
- Un nuovo regno, 13 novembre 2007 (di cui è stata pubblicata anche la versione economica nella collana "i miti")
- Le Guerre del Mondo Emerso - La trilogia completa, 9 giugno 2009 (nella quale sono rinchiusi tutti e tre i capitoli della saga)

## Ambientazione
La trilogia delle Guerre, al pari di quella precedente delle Cronache e di quella successiva delle Leggende, è ambientata nella terra immaginaria del Mondo Emerso. Ha inizio quarant'anni dopo la conclusione degli eventi narrati nel Talismano del Potere, con Nihal e Sennar, i protagonisti delle Cronache, che hanno lasciato il Mondo Emerso da diverso tempo, e dei personaggi principali della precedente trilogia è rimasto indietro il solo Ido. In più il Consiglio dei Maghi e l'Ordine dei Cavalieri di Drago giocano un ruolo secondario rispetto a prima, visto che entrambi si trovano sotto il controllo del re Dohor, uno degli antagonisti. Un ruolo equivalente a quello del Consiglio e dell'alleanza delle Terre Libere delle Cronache è qui svolto rispettivamente dal Consiglio delle Acque e dall'Alleanza delle Acque: sono queste organizzazioni che nelle Guerre riuniscono maghi, regnanti e guerrieri da opporre alle trame dei nuovi antagonisti.

## Trame

### La Setta degli Assassini
Sono passati quarant'anni dalla grande guerra che ha messo fine alla sete di conquista di Aster il Tiranno, ma ancora il Mondo Emerso non ha trovato pace. Dohor, Cavaliere di Drago diventato re della Terra del Sole, sta lentamente estendendo la sua influenza sul resto delle Terre Emerse. Ma non è l'unico a tramare per il potere. La misteriosa Gilda degli Assassini, i cui membri sono votati all'omicidio in tutte le sue forme, ha riportato in vita il culto sanguinario e terribile di Aster. Per compiere i propri oscuri piani, la Gilda ricerca ovunque sodali e guerrieri assassini come Dubhe, che, a diciassette anni, è la ladra più abile della Terra del Sole, capace di entrare come un'ombra nelle case più protette e di sottrarvi quanto di più prezioso. E anche se la ragazza ha giurato che non avrebbe mai tolto la vita a un umano, la Gilda ha molti mezzi per convincere chiunque. Come un sortilegio, che dovrebbe trasformare Dubhe in una schiava pronta a uccidere a comando.

### Le due guerriere
Dopo essere sfuggita alla Gilda degli Assassini, la giovane guerriera Dubhe deve liberarsi dalla maledizione che le è stata inflitta. L'unico che può salvarla è Sennar, il più potente tra i maghi, compagno di Nihal, ritiratosi nelle Terre Ignote al di là del fiume Saar. Intanto la sanguinaria setta ha trovato il modo per riportare in vita Aster. Manca soltanto la vittima sacrificale, il corpo che dovrà accoglierne la reincarnazione, e il prescelto è San, il nipote di Sennar e Nihal. Mentre Ido, lo gnomo, proteggerà San dalla caccia feroce della setta, Dubhe dovrà confrontarsi con il più spaventoso dei nemici: Rekla, la Guardia dei Veleni, colei che l'ha incatenata alla maledizione. Il destino del Mondo Emerso si gioca nelle misteriose terre oltre il Grande Fiume e due guerriere se lo disputano.

### Un nuovo regno
Dubhe e Theana sono in marcia verso il Palazzo Reale della Terra del Sole, per uccidere Dohor, il sovrano corrotto alleato della Gilda, ma vengono fatte prigioniere dalle sue truppe. Messe in vendita come schiave vengono acquistate proprio dal figlio di Dohor, Learco, che decide di portarle con sé a corte. In viaggio verso Makrat, Dubhe e Learco cominciano a conoscersi e a innamorarsi. I tempi sono ormai maturi per l'omicidio di Dohor e anche Learco è pronto a rinnegare suo padre: con Dubhe, Theana e alcuni nobili di Corte, ordisce un piano per destituirlo. Ma i congiurati vengono scoperti e imprigionati. Il consiglio delle Terre Emerse si riunisce e decide di sferrare l'attacco decisivo alla Gilda e all'esercito di Dohor e Dubhe dovrà affrontare fino in fondo il suo destino, la sua missione, il suo amore. Un nuovo regno sorgerà dalle macerie della guerra e un nuovo uomo occuperà il trono.

## Personaggi
- Dubhe: la protagonista dei romanzi; all'inizio di La setta degli assassini ha diciassette anni ed è un'abile ladra della città di Makrat, nella Terra del Sole, e nel medesimo libro viene narrato il suo passato. Rimasta invischiata in un oscuro intrigo, Dubhe viene colpita da una maledizione che rischia di farla mutare in una belva sanguinaria e l'unica via di salvezza sembra essere per lei l'adesione alla Gilda degli Assassini.
- Lonerin: coetaneo di Dubhe, è un giovane mago al servizio dell'Alleanza delle Acque che, anche per pareggiare un vecchio conto, decide di infiltrarsi nella Gilda degli Assassini per sventarne i piani.
- Yeshol: un tempo braccio destro del Tiranno, ora è la Suprema Guardia della Gilda degli Assassini, che venera il Tiranno come profeta del sanguinario dio Thenaar.
- Rekla: Guardia dei Veleni della Gilda degli Assassini, è la principale antagonista di Dubhe in Le due guerriere.
- Ido: un tempo Cavaliere di drago e mentore dell'eroina Nihal, ormai, gnomo ultracentenario, è uno dei capi dell'Alleanza delle Acque, che resiste ai piani di dominio mondiale del re Dohor della Terra del Sole.
- Sennar: co-protagonista della trilogia delle Cronache e ricordato ancora nel Mondo Emerso come potente mago ed eroe, riappare in Le due guerriere come un vecchio disilluso e prostrato dal dolore per la perdita dell'amata moglie Nihal, che ha perduto gran parte del suo potere in un rituale di evocazione.
- Theana: giovane maga, amica e compagna di studi di Lonerin, si unisce a Dubhe in una delicata missione in Un nuovo regno.
- Dohor: Cavaliere di drago e re della Terra del Sole, è l'iniziatore dei nuovi conflitti che insanguinano il Mondo Emerso, perseguendo, con l'aiuto segreto della Gilda degli Assassini, il piano di farsi sovrano assoluto di tutta la terra.
- San: nipote di Nihal e Sennar, nato nella Terra del Vento, appare in Le due guerriere, quando la Gilda degli Assassini tenta di impadronirsi di lui per i suoi scopi.
- Learco: principe della Terra del Sole, è figlio del re Dohor, col quale mantiene però un rapporto molto freddo; appare fuggevolmente già in La setta degli assassini, diventa uno dei personaggi principali nei due libri seguenti.